# Den åtråvärde mannen
Den åtråvärde mannen (tyska: Der bewegte Mann) är en tysk komedifilm från 1994 i regi av Sönke Wortmann.
Filmen bygger på Ralf Königs seriealbum Den frigjorde mannen och Pretty Baby.

## Utmärkelser
Den åtråvärde mannen vann Tyska filmpriset för bästa film 1995.

## Roller i urval
- Til Schweiger - Axel Feldheim
- Katja Riemann - Doro Feldheim
- Joachim Król - Norbert Brommer
- Rufus Beck - Waltraud
- Armin Rohde - slaktaren
- Martina Gedeck - Jutta
- Judith Reinartz - Claudia
- Kai Wiesinger - Aufreisser
- Christof Wackernagel - Rüdiger
- Martin Armknecht - Lutz